# Salomó ben Adret
Salomó ben Adret   (Barcelona, 1235 - Barcelona, 1310), també conegut com a Raixbà (Rabbí Xelomó ben Adret), va ser el més famós mestre de la llei jueva al segle xiii i principis del segle xiv.

## Biografia
Deixeble de Nahmànides (més conegut com a Bonastruc ça Porta), el gran mestre talmudista de Girona, va néixer a Barcelona cap al 1235 i va morir-hi cap al 1310.
Va dirigir l'acadèmia talmúdica de Barcelona en substitució del seu mestre Bonastruc ça Porta. Va ser prestador de Jaume I el Conqueridor, durant cinquanta anys, rabí de la Sinagoga Major de Barcelona, «rav» de la comunitat jueva de Catalunya, autor de més de 3.000 responsa, que interpretaven les subtileses de la llei jueva. Desaconsellà l'aprenentatge de la filosofia grega als menors de 25 anys, en contra del seu coetani provençal Yedaya ha-Peniní. Va mantenir una disputa teològica amb fra Ramon Martí en presència del rei Jaume el Just. Ell, o potser el seu net homònim, van viatjar a Alexandria el 1304, per donar suport a l'ambaixada d'Eymeric d'Usall per rescatar fra Dalmau de Rocabertí i per tirar endavant el projecte Rex bellator.

## Obres
Va escriure les obres:
- Hidduixé ha-Raixbà, un comentari del Talmud.
- Torat ha-Bàyit, un manual sobre les lleis religioses i de puresa alimentària que cal observar a casa d'un jueu.
- Mixméret ha-Bàyit, una defensa contra les crítiques d'Aaró ha-Leví de la Torat ha-Bàyit.
- Xaar ha-Màyim, una obra sobre el ritual de purificació del micvé.
- Avodat ha-Qodeix, manual de lleis sobre el sàbat.